# Auxospore

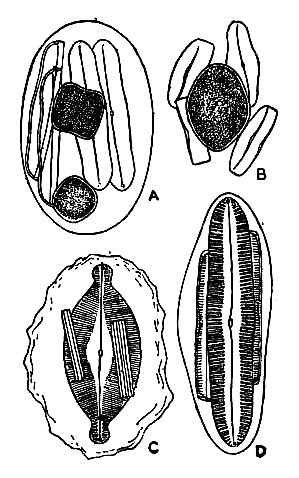
Vorming van auxosporen van A. Navicula limosa. B. Achnanthes flexella. C. Navicula Amphisbaena. D. Navicula viridis.

Een auxospore is een spore gevormd door ongeslachtelijke metamorfose van de protoplast van een cel, of het resultaat van seksuele samensmelting van twee protoplasten of nuclei. Een auxospore komt alleen voor bij diatomeeën (kiezelwieren).
Auxosporen spelen een rol bij de groei, bij geslachtelijke voortplanting (seksuele reproductie) of dormantie.
De voortplanting bij kiezelwieren geschiedt vooral langs vegetatieve weg, door mitotische celdeling, waarbij de skelethelft afkomstig van de moedercel altijd de buitenste schil is. Dit heeft tot gevolg dat de dochtercel die uit de grootste skelethelft is ontstaan uiteindelijk even groot zal worden als de moedercel, maar dat de cel die uit de kleinere schil ontstaat iets kleiner zal blijven.
In de loop van de opeenvolgende generaties zouden de cellen daardoor steeds kleiner worden, maar dat wordt voorkomen doordat af en toe een fase met auxoxporen wordt ingelast, waarbij de daaruit voortkomende cellen weer de maximale grootte kunnen bereiken.
Auxosporen kunnen ook een rol spelen bij de geslachtelijke voortplanting en kunnen gevormd worden nadat haploïd gameten samensmelten tot een diploïde zygote.
Ten slotte kunnen auxosporen gevormd worden voor een ruststadium en worden dan ook wel rustsporen (hypnosporen) genoemd. In dit stadium kunnen ze onder slechte groeiomstandigheden overleven, zoals in de winter of door voedselarmoede.